# 34780 Nikhillohe
34780 Nikhillohe este o planetă minoră (asteroid), cu un diametru de 1,986 km, din centura de asteroizi. A fost descoperită pe 12 septembrie 2001 la Experimental Test Site⁠(d) de Lincoln Near-Earth Asteroid Research. 
Obiectul prezintă o orbită caracterizată de o semiaxă mare de 2,293336 UAi, o excentricitate de 0,01, o înclinație de 5,38802 ° în raport cu ecliptica.